# Never Enough (альбом Дэниела Сизара)
Never Enough — третий студийный альбом канадского R&B- и неосоул-исполнителя Дэниела Сизара. Он был выпущен 7 апреля 2023 года на лейбле Republic Records, через два дня после его 28-го дня рождения. Продюсированием занимались сам Сизар, Закари Симмондс (его младший брат), Sir Dylan, Sevn Thomas, Rami и Рафаэл Садик.

## Отзывы
| Совокупная оценка | Совокупная оценка |
| Источник          | Оценка            |
| ----------------- | ----------------- |
| Metacritic        | 72⁄100            |
| Оценки критиков   |                   |
| Источник          | Оценка            |
| AllMusic          | [ 2 ]             |
| Clash             | 8/10              |
| HipHopDX          | [ 4 ]             |
| Exclaim!          | 9/10              |
| Pitchfork         | 6.6/10            |

Never Enough был положительно оценён современными музыкальными критиками. По данным агрегатора рецензий Metacritic, альбом Never Enough получил «в целом благоприятные отзывы», основываясь на средневзвешенной оценке 72 из 100 из 5 оценок критиков.
Бен Оказава из Exclaim! завершает свою рецензию, описывая альбом как «сплошное проявление жанровых экспериментов, которое закрепляет место Сизара как одного из самых умных и талантливых артистов в современном постоянно мутирующем пантеоне R&B». Рецензия Энди Келлмана для AllMusic описывает альбом как «открытый, грязный и увлекательный». Грейс Додд из Clash назвал альбом «теплым, интимным мастер-классом современного R&B». Хевен Хейл из Pitchfork описал альбом как «сонный [и] нестабильно экспериментальный». Луис Павлакос, написавшийрецензию для HipHopDX, в заключение отметил, что альбом «представляет собой дугу искупления для ущербного человека с не менее ущербными взглядами, чтобы доказать, что он повзрослел».
Альбом был включен в шорт-лист премии Polaris Music Prize 2023 года, а также получил премию Juno Award в номинации «Современная R&B/соул запись года» на Juno Awards 2024 года.

## Список композиций
| №                   | Название                                   | Автор(ы)                                                                                   | Продюсеры                                                         | Длительность |
| ------------------- | ------------------------------------------ | ------------------------------------------------------------------------------------------ | ----------------------------------------------------------------- | ------------ |
| 1.                  | «Ocho Rios»                                | Эштон Симмондс                                                                             | Дэниел Сизар Jordan Evans Matthew Burnett Sir Dylan BadBadNotGood | 2:33         |
| 2.                  | «Valentina»                                | Э. Симмондс Zachary Simmonds Dylan Wiggins                                                 | Симмондс Sir Dylan                                                | 2:34         |
| 3.                  | «Toronto 2014» (с Mustafa)                 | Э. Симмондс Mustafa Ahmed                                                                  | Сизар Sir Dylan Simon on the Moon                                 | 4:37         |
| 4.                  | «Let Me Go»                                | Э. Симмондс James Napier Rami Yacoub Rupert Thomas, Jr.                                    | Сизар Sevn Thomas Rami                                            | 3:36         |
| 5.                  | «Do You Like Me?»                          | Э. Симмондс Raphael Saadiq Wiggins                                                         | Сизар Sir Dylan Saadiq                                            | 3:37         |
| 6.                  | «Always»                                   | Э. Симмондс Justin Lucas Nolan Lambroza Tobias Jesso Jr.                                   | Sir Nolan                                                         | 3:45         |
| 7.                  | «Cool»                                     | Э. Симмондс Sacha Rudy                                                                     | Сизар Burnett Evans Rudy                                          | 4:04         |
| 8.                  | «Disillusioned» (с serpentwithfeet)        | Э. Симмондс Josiah Wise                                                                    | Sir Dylan                                                         | 4:01         |
| 9.                  | «Buyers Remorse» (при участии Omar Apollo) | Э. Симмондс Omar Velasco Sean Leon                                                         | Сизар Sir Dylan                                                   | 2:32         |
| 10.                 | «Shot My Baby»                             | Э. Симмондс Ahmed                                                                          | Sir Dylan                                                         | 4:28         |
| 11.                 | «Pain Is Inevitable»                       | Э. Симмондс                                                                                | Сизар Sir Dylan Mark Ronson                                       | 4:55         |
| 12.                 | «Homiesexual» (с Ty Dolla Sign)            | Э. Симмондс Tyrone Griffin, Jr.                                                            | Сизар Simmonds Burnett Evans Sir Dylan                            | 3:50         |
| 13.                 | «Vince Van Gogh»                           | Э. Симмондс                                                                                | Сизар Sir Dylan Cyeux                                             | 2:45         |
| 14.                 | «Superpowers»                              | Э. Симмондс Joel Compass                                                                   | Сизар Burnett Evans Sir Dylan                                     | 2:54         |
| 15.                 | «Unstoppable»                              | Э. Симмондс Chester Hansen Alexander Sowinski Leland Whitty Burnett Evans Jamar McNaughton | Сизар Sir Dylan Chris Jennings                                    | 4:07         |
| Общая длительность: | Общая длительность:                        | Общая длительность:                                                                        | Общая длительность:                                               | 54:32        |

| №                   | Название                                         | Автор(ы)                                                           | Продюсеры                 | Длительность |
| ------------------- | ------------------------------------------------ | ------------------------------------------------------------------ | ------------------------- | ------------ |
| 16.                 | «Please Do Not Lean» (при участии BadBadNotGood) | A. Simmonds Burnett Evans Hansen Sowinski Whitty Alexander Ernwein | Evans BadBadNotGood Ace G | 4:00         |
| 17.                 | «Always» (при участии Summer Walker)             | A. Simmonds Lucas Lambroza Jesso Jr.                               | Sir Dylan                 | 3:42         |
| 18.                 | «Valentina» (featuring Rick Ross)                | A. Simmonds Z. Simmonds                                            | Simmonds Sir Dylan        | 3:56         |
| Общая длительность: | Общая длительность:                              | Общая длительность:                                                | Общая длительность:       | 66:10        |

Замечания
- ↑  сопродюсер
- ↑  неуказанный сопродюсер

## Чарты
| Чарт (2023)                            | Высшая позиция |
| -------------------------------------- | -------------- |
| Австралия (ARIA)                       | 43             |
| Бельгия/Фландрия (Ultratop)            | 193            |
| Бельгия/Валлония (Ultratop)            | 173            |
| Канада (Canadian Albums Chart)         | 8              |
| Франция (SNEP)                         | 119            |
| Новая Зеландия (RMNZ)                  | 15             |
| Шотландия (Scottish Albums Chart)      | 83             |
| Великобритания (UK Albums Chart)       | 60             |
| Великобритания (UK R&B Albums Chart)   | 4              |
| США (Billboard 200)                    | 14             |
| США (Billboard Top R&B/Hip-Hop Albums) | 6              |

## Сертификации
| Регион                                                                      | Сертификация | Продажи |
| --------------------------------------------------------------------------- | ------------ | ------- |
| Канада (Music Canada)                                                       | Золотой      | 40 000  |
| Данные о продажах + прослушиваниях приведены только на основе сертификации. |              |         |